# Frank Nelson Blanchard
Pour les articles homonymes, voir Frank Nelson, Nelson et Blanchard.
Frank Nelson Blanchard, né le 19 décembre 1888 à Stoneham (Massachusetts) et mort le 21 septembre 1937, est un herpétologiste américain.

## Biographie
Il obtient son Bachelor of Science en biologie à l’université Tufts en 1913 et son doctorat en zoologie à l’université du Michigan. Il étudie auprès d’Helen Gaige (1890-1976) et conduit sa thèse sous la direction d’Alexander Grant Ruthven (1882-1971). Sa thèse est une étude sur genre Lampropeltis. Sa première publication date de 1914 : il y décrit deux nouvelles espèces d’algue.
De 1913 à 1916, il enseigne la zoologie au Massachusetts State College à Amherst. En 1918, il devient assistant dans la division des reptiles de la Smithsonian Institution où il travaille sous la direction de Leonhard Hess Stejneger (1851-1943). Il quitte cette fonction en 1920 pour devenir professeur de zoologie à l’université du Michigan. En 1922, il fait paraître Amphibians and Reptiles of Western Tennessee. En 1927, il prend un congé sabbatique pour voyager en Nouvelle-Zélande, en Australie, en Tasmanie. En 1935, il voyage dans le Sud-Ouest des États-Unis et entame l’écriture d’un manuel sur les serpents des États-Unis qui sera achevé après sa mort par Gloyd. En 1936, il devient le vice-président de la Société américaine des ichtyologistes et des herpétologistes.
Blanchard exerce une grande influence sur ses étudiants comme Howard Kay Gloyd (1902-1978), William Marion Clay (1906-1983) ou William Henson Stickel (1912-).

## Sources
- (en) Cet article est partiellement ou en totalité issu de l’article de Wikipédia en anglais intitulé « Frank N. Blanchard » (voir la liste des auteurs) (version du 23 octobre 2006).
- Kraig Adler, Contributions to the history of herpetology, Society for the study of amphibians and reptiles, 1989, 202 p.  (ISBN 0-916984-19-2)